# فعل مجرد (نحو)
في علم النحو، الفعل المجرَّد هو ما كانت جميع حروفه أصلية دون زيادة.

## الأوزان
يتصرَّف الفعل المجرَّد الثلاثي في الماضي والمضارع على ستة (أبواب) أوزان، بحسَب حركة العين (الحرف الأوسط):
وقد نُظمت هذه الأبواب بحسَب كثرة دوَرانها في العربية، من الأكثر إلى الأقل بهذا البيت:
1. فَعَلَ يَفْعُلُ: مثل، رَسَمَ يَرْسُمُ.
2. فَعَلَ يَفْعِلُ: مثل، ضَرَبَ يَضْرِبُ.
3. فَعَلَ يَفْعَلُ: مثل، نَفَعَ يَنْفَعُ.
4. فَعِلَ يَفْعَلُ: مثل، فَرِحَ يَفْرَحُ.
5. فَعُلَ يَفْعُلُ: مثل، قَرُبَ يَقْرُبُ.
6. فَعِلَ يَفْعِلُ: مثل، حَسِبَ يَحْسِبُ.[3]

أما الفعل المجرَّد الرباعي فله وزن واحد هو:
1. فَعْلَلَ يُفَعْلِلُ: مثل، دَحْرَجَ يُدَحْرِجُ.